# Блаве (річка)
Блаве (фр. Blavet, брет. Blavezh) — річка у Франції.
Протікає по території французького регіону Бретань. Довжина — 149 км. Площа водозбірного басейну — 1951 км². Річка бере початок на сході комуни Бюла-Пестів'ян в департаменті Кот-д'Армор, протікає через комуни Сен-Нікола-дю-Пелан і Гуарек, перетинає кордон з департаментом Морбіан, далі — через комуни Понтіві, Еннбон, впадаючи в Атлантичний океан в межах міста Лор'ян. Живлення переважно дощове.
Русло річки на великому протязі каналізовано, в пониззі для невеликих суден можливе судноплавство.
Найбільша притока — Евель (56 км).